# 稲舟村
稲舟村（いなふねむら）は、かつて山形県最上郡にあった村。

## 沿革
- 1889年（明治22年）4月1日 - 町村制施行に伴い最上郡松本村、鳥越村、仁間村、福田村、角沢村が合併し、稲舟村が発足。
- 1948年（昭和23年）12月1日 - 最上郡新庄町に編入され消滅。